# 米倉大謙
米倉 大謙（よねくら たいけん、1904年〈明治37年〉2月1日 - 1994年〈平成6年〉10月22日）は、日本の書道家。元群馬大学教授。群馬県沼田市（旧利根郡白沢村）生まれ。白沢村名誉村民。

## 経歴

「オーロラの詩」（題号）

1904年（明治37年）、群馬県利根郡白沢村平出（現・沼田市白沢町平出）に生まれる。父は正眼寺住職・米倉謙龍。幼名・文二。
旧制沼田中学（現・群馬県立沼田高等学校）を経て東洋大学倫理学東洋文学科卒。長野原小学校や川場小学校への勤務を経て、旧制前橋中学校（現・群馬県立前橋高等学校）教諭となる。1940年（昭和15年）群馬師範学校兼女子師範学校教諭となり、1949年（昭和24年）より群馬大学助教授。
書道は鈴木翠軒に師事。1948年（昭和23年）に群馬書道協会の創立発起人となり、理事長、会長、名誉会長を歴任。1950年（昭和25年）に群馬県書道展が開始されると、審査員・運営委員長を務めた。1952年（昭和27年）日本書道美術院に所属し、審査員・理事を務める。1967年（昭和42年）に淡遠書道院を設立し会長となる。
1969年（昭和44年）、群馬大学教授を定年退官。
1973年（昭和48年）全日本書道連盟評議員。1977年（昭和52年）勲四等瑞宝章を受章。1982年（昭和57年）高橋元吉文化賞受賞。

## おもな著書
- 『楽しい習字』革新社
- 『小学書き方』日本書籍
- 『中学習字』日本書籍
- 『米倉大謙遺墨集』淡遠書道院、1995年
- 『米倉大謙漢詩集』煥乎堂、2001年